# Hội nghị ba đẳng cấp 1789

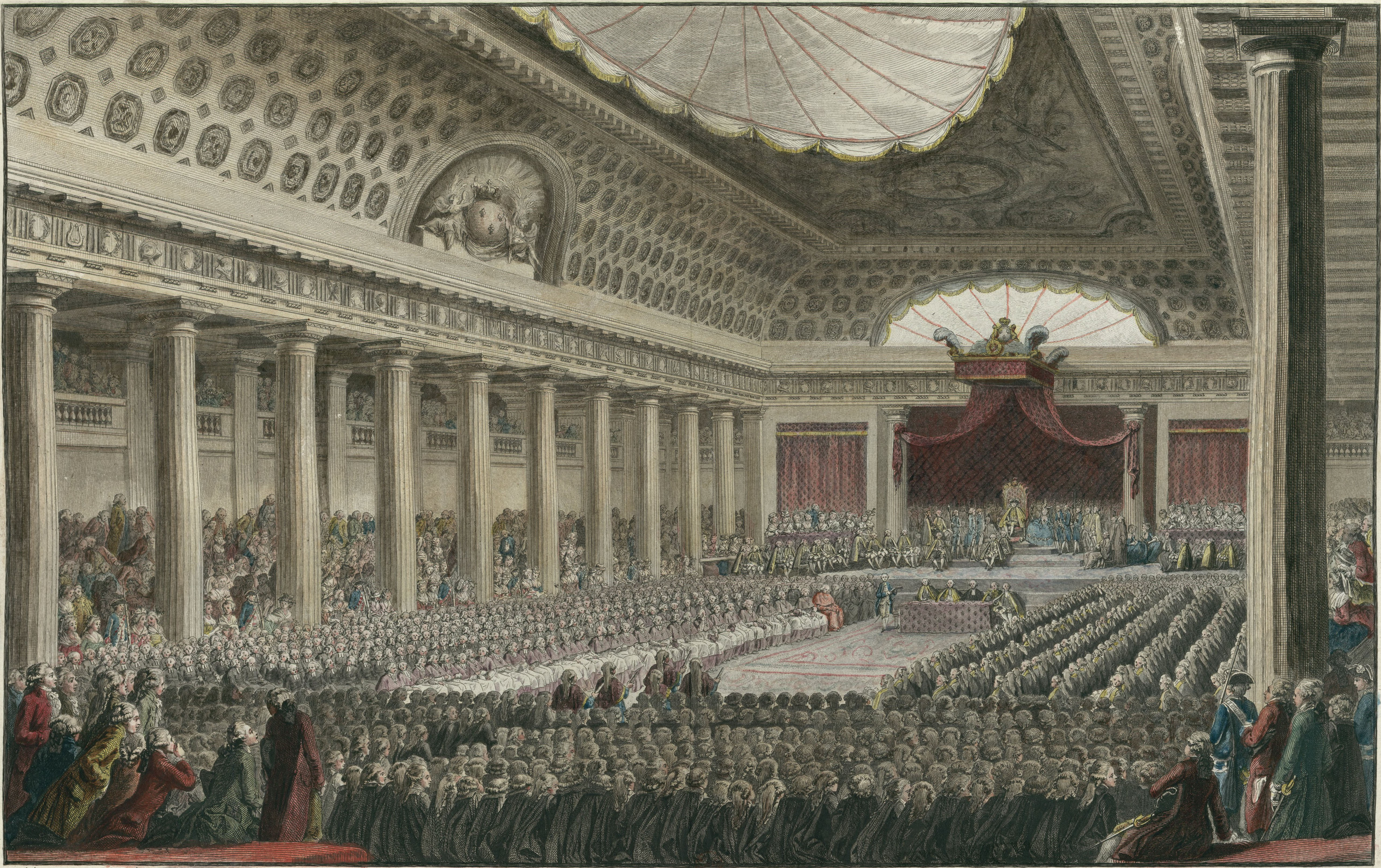
Khai mạc cuộc họp vào ngày 5/5/1789, tại Salle des Menus Plaisirs.

Hội nghị ba đẳng cấp năm 1789 (Etats generaux de 1789) là cuộc họp lần thứ 36 và cuối cùng của Vuơng quốc Pháp do vua Louis XVI triệu tập vào ngày 8/8/1788 và họp vào ngày 5/5/1789 đến ngày 27/6. 
Cuộc họp bao gồm gần 1200 thành viên được lựa chọn trong 3 đẳng cấp tại địa phuơng và thống nhất vào ngày 24/1/1789. Mục đích của hội nghị là giải quyết tình trạng khủng hoảng tài chính ở Pháp, nhưng lại thất bại, dẫn đến sự tự lập ra Quốc hội mới và Lời thề sân quần vợt vào ngày 20/6.

Số lượng các thành viên trong hội nghị (bao gồm 270 ghế của Quý tộc, 578 của Đẳng cấp thứ 3 và 291 của Tăng lữ).

Đây là hội nghị cuối, sau hội nghị vào năm 1614. Đây được coi là sự kiện dẫn đến vua Louis XVI sa thải Necker và phá ngục Bastille.